# Jo Mulder (architect)

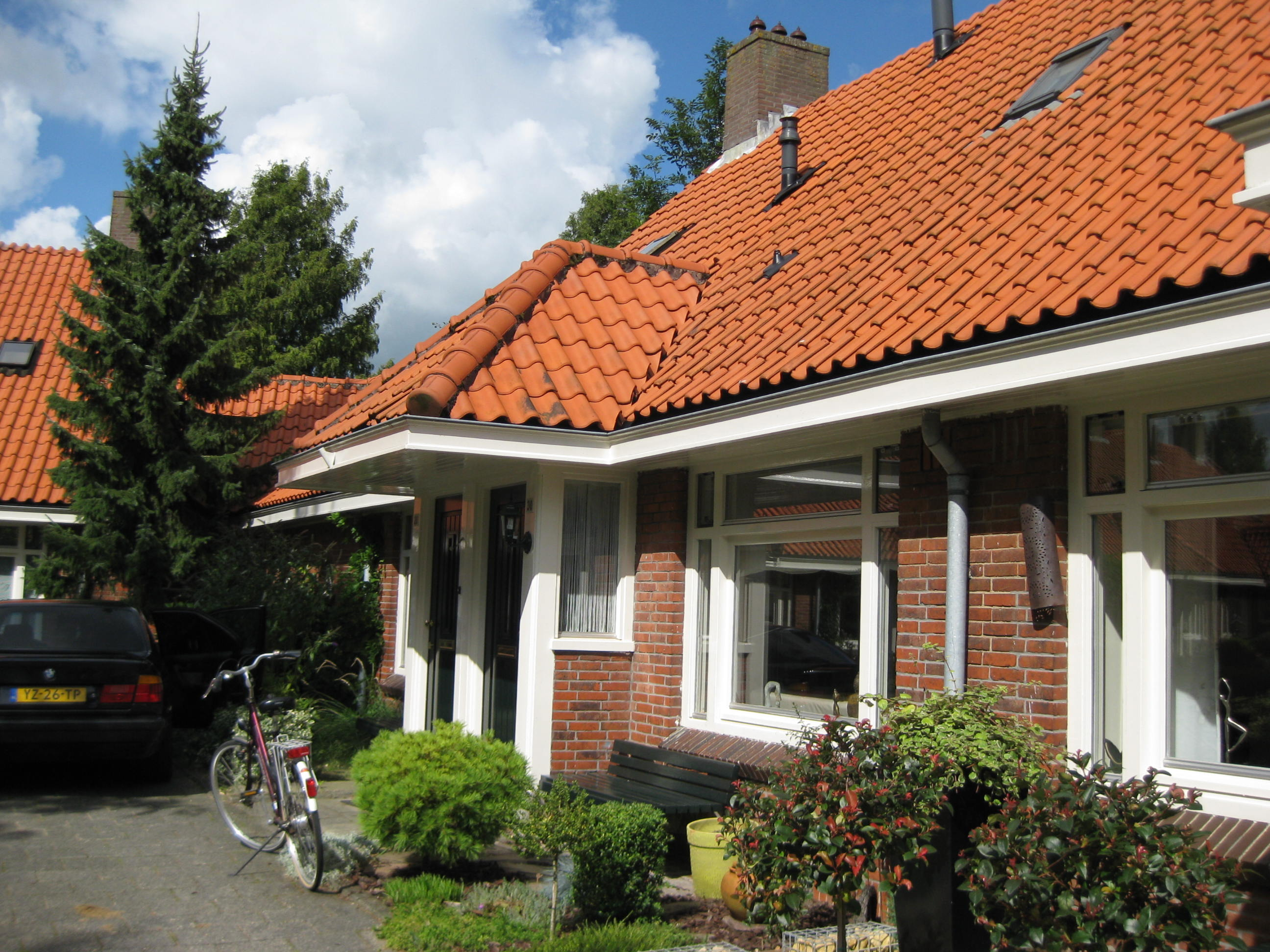
Bankwoningen in Tuindorp Nieuwendam

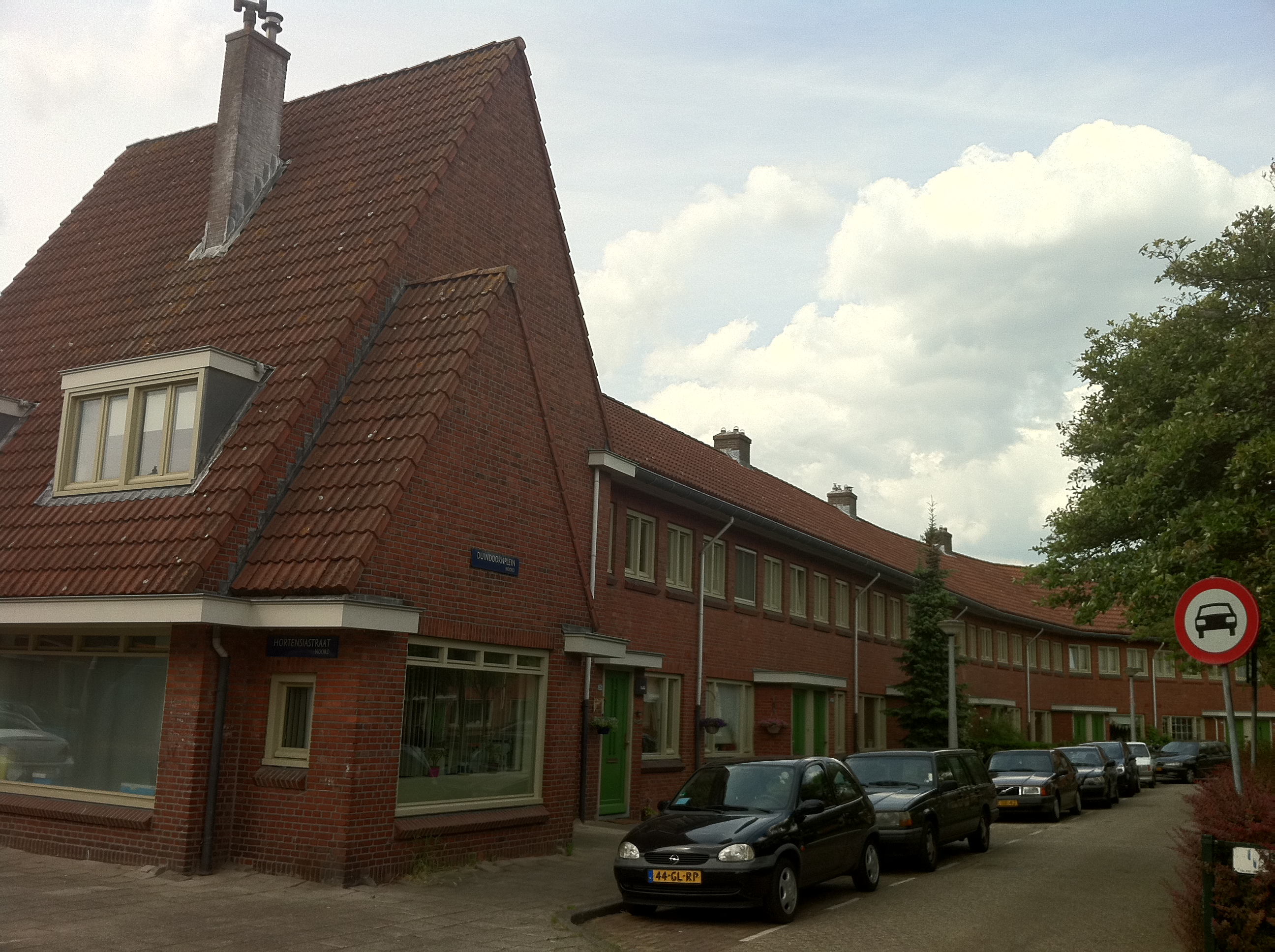
Duindorpplein in de Bloemenbuurt

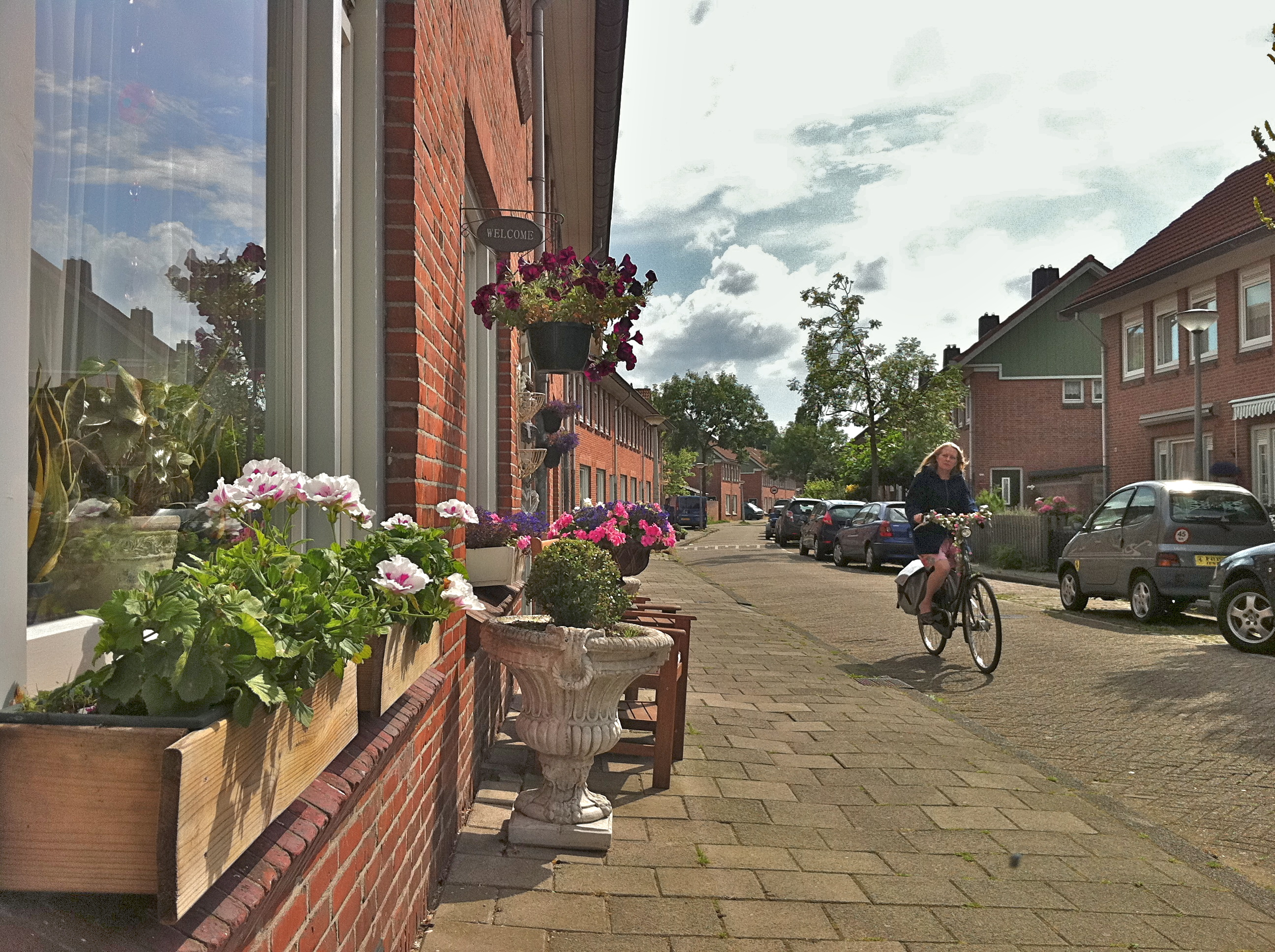
Walcherenstraat in Tuindorp Buiksloot

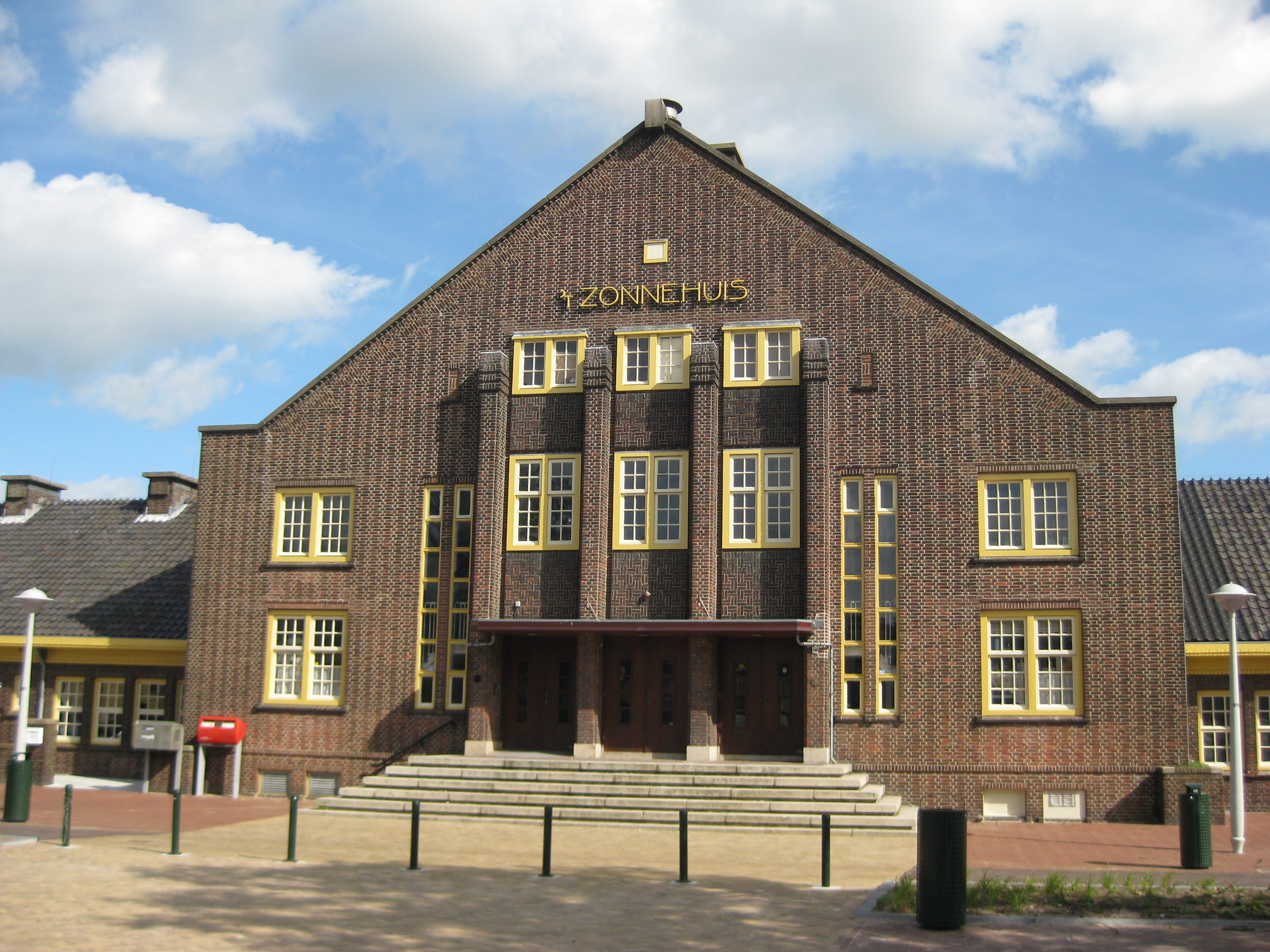
Verenigingsgebouw Zonnehuis in Tuindorp Oostzaan

Johannes Hendrik (Jo) Mulder (Amsterdam, 9 juni 1888 - 11 oktober 1972) was een Nederlandse architect die vooral van belang is geweest voor de sociale woningbouw in Amsterdam. Hij heeft een hoofdrol gespeeld in het ontwerp van de tuindorpen in Amsterdam-Noord.

## Biografie
Hij was zoon van onderwijzer Johannes Hendrik Mulder en Elisabeth Vlaanderen. In 1918 trouwde hij als bouwkundig tekenaar met Alida Johanna Maria Catharina Boer, waarvan hij in 1920 weer scheidde. In 1925 hertrouwde hij, dan architect, met onderwijzeres Salomine Agneta Friederike Kern.
Na de ambachtsschool leerde Jo Mulder het vak van architect in de praktijk bij het architectenbureau van Eduard Cuypers. Hij ging daarna werken voor de in 1915 opgerichte Gemeentelijk Woningdienst van de gemeente Amsterdam. Hij was overtuigd socialist. Voor de Gemeentelijke Woningdienst ging hij al snel veel ontwerpen. Veel van zijn ontwerpen zijn gemaakt in de landelijke bouwstijl; met muren van baksteen, houten topgevels en een zadeldak erbovenop. Dat paste goed in tuindorpen. Verscheidene woningcomplexen zijn rijksmonument geworden. Jo Mulder maakte ook stedenbouwkundige plannen. Hij heeft 29 jaar gewerkt bij de Gemeentelijke Woningdienst.

## Werk
Architect Jo Mulder heeft onder meer ontworpen:
- Woningen in Tuindorp Oostzaan (1919-1923), waaronder rijksmonumenten
- Kamphuis Paasheuvel (1923) voor de Arbeiders Jeugd Centrale
- Winget-woningen in Betondorp (1923-1925)
- Keukenwoningen in Tuindorp Nieuwendam (1923-1927), rijksmonument
- Scholings- en vakantiecentrum Troelstra-oord (1925) bij Beekbergen op de Veluwe voor het Nederlands Verbond van Vakverenigingen
- complex Oudeschans 17A-23B, Amsterdam (1926-1927)
- Woningen in Floradorp (1927)
- Woningen in de Bloemenbuurt (1927)
- Bejaardenwoningen (1929) aan het Jac.P. Thijsseplein
- Woningen in Tuindorp Buiksloot (1930)
- Bankwoningen in Tuindorp Nieuwendam (1931-1933), rijksmonument
- Verenigingsgebouw Zonnehuis (1932) in Tuindorp Oostzaan, rijksmonument

Verscheidene van zijn ontwerpen zijn nu rijksmonument.

## Trivia
Architect J.H. (Jo) Mulder, jarenlang in dienst van de Gemeentelijke Woningdienst in Amsterdam wordt weleens verward met stedenbouwkundige J.H. (Jakoba) Mulder, jarenlang in dienst bij Stadsontwikkeling in Amsterdam.